# أرنولد ميتشيل
أرنولد ميتشيل (بالإنجليزية: Arnold Mitchell)‏ (1 ديسمبر 1929 في المملكة المتحدة - 19 أكتوبر 2014) هو لاعب كرة قدم بريطاني في مركز جناح ‏. لعب مع ديربي كاونتي ونوتس كاونتي ونوتينغهام فورست ونادي إكزتر سيتي ونادي تاونتون تاون ‏.

## وصلات خارجية
- أرنولد ميتشيل على موقع قاعدة بيانات كرة القدم.إي يو (الإنجليزية)